# Pelargoderus luteosparsus
Pelargoderus luteosparsus är en skalbaggsart som först beskrevs av Masaki Matsushita 1935.  Pelargoderus luteosparsus ingår i släktet Pelargoderus och familjen långhorningar. Inga underarter finns listade i Catalogue of Life.